# Ligne Hanwa
La ligne Hanwa (阪和線, Hanwa-sen) est une ligne ferroviaire du réseau West Japan Railway Company (JR West) au Japon. Elle relie la gare de Tennōji à Osaka à celle de Wakayama.  C'est une ligne avec un fort trafic de trains de banlieue desservant le sud d'Osaka, mais également avec des services rapides vers l'aéroport du Kansai via la ligne Kansai Airport ou vers la péninsule de Kii.
La ligne Hanwa constitue la ligne R du réseau urbain de la JR West dans l'agglomération d'Osaka-Kobe-Kyoto

## Histoire
La ligne a été ouverte par la compagnie Hanwa Electric Railway en 1929. En 1940, cette dernière fusionne avec la Nankai Railway (aujourd'hui Nankai Electric Railway) et la ligne devient la ligne Nankai Yamanote. La ligne est ensuite nationalisée en 1944 et rebaptisée ligne Hanwa.

## Caractéristiques

### Ligne
- Longueur : 
  - 61,3 km (Tennōji - Wakayama)
  - 1,7 km (Ōtori - Higashi-Hagoromo)
- Ecartement : 1 067 mm
- Alimentation : 1 500 V par caténaire
- Vitesse maximale : 120 km/h
- Nombre de voies :
  - double voie de Tennōji à Wakayama
  - voie unique d'Ōtori à Higashi-Hagoromo

### Services et interconnexions
À Tennōji, la ligne est interconnectée avec la ligne circulaire d'Osaka (dite aussi "Loop Line").
À Hineno, la ligne est interconnectée avec la ligne Kansai Airport, ce qui permet des services express Haruka.
À Wakayama, la ligne est interconnectée avec la ligne principale Kisei.

### Tracé
|  |

### Liste des gares

#### Tronçon principal
| Numéro | Gare                 | Nom japonais | Distance depuis Tennōji (km) | Correspondances | Localisation | Localisation           |
| ------ | -------------------- | ------------ | ---------------------------- | --- | ------------ | ---------------------- |
| JR-R20 | Tennōji              | 天王寺       | 0                            | JR West : Ligne circulaire d'Osaka (interconnexion), Yamatoji Métro d'Osaka : Midōsuji, Tanimachi Kintetsu : Minami Osaka (à Osaka-Abenobashi ) Tramway d'Osaka | Osaka        | Préfecture d'Osaka     |
| JR-R21 | Bishōen              | 美章園       | 1,5                          | | Osaka        | Préfecture d'Osaka     |
| JR-R22 | Minami-Tanabe        | 南田辺       | 3,0                          | | Osaka        | Préfecture d'Osaka     |
| JR-R23 | Tsurugaoka           | 鶴ヶ丘       | 3,9                          | | Osaka        | Préfecture d'Osaka     |
| JR-R24 | Nagai                | 長居         | 4,7                          | Métro d'Osaka : Midōsuji | Osaka        | Préfecture d'Osaka     |
| JR-R25 | Abikochō             | 我孫子町     | 5,9                          | | Osaka        | Préfecture d'Osaka     |
| JR-R26 | Sugimotochō          | 杉本町       | 6,9                          | | Osaka        | Préfecture d'Osaka     |
| JR-R27 | Asaka                | 浅香         | 7,9                          | | Sakai        | Préfecture d'Osaka     |
| JR-R28 | Sakaishi             | 堺市         | 8,8                          | | Sakai        | Préfecture d'Osaka     |
| JR-R29 | Mikunigaoka          | 三国ヶ丘     | 10,2                         | Nankai : Kōya | Sakai        | Préfecture d'Osaka     |
| JR-R30 | Mozu                 | 百舌鳥       | 11,1                         | | Sakai        | Préfecture d'Osaka     |
| JR-R31 | Uenoshiba            | 上野芝       | 12,4                         | | Sakai        | Préfecture d'Osaka     |
| JR-R32 | Tsukuno              | 津久野       | 13,7                         | | Sakai        | Préfecture d'Osaka     |
| JR-R33 | Ōtori                | 鳳           | 15,1                         | branche de Higashi-Hagoromo | Sakai        | Préfecture d'Osaka     |
| JR-R34 | Tonoki               | 富木         | 16,3                         | | Takaishi     | Préfecture d'Osaka     |
| JR-R35 | Kita-Shinoda         | 北信太       | 18,0                         | | Izumi        | Préfecture d'Osaka     |
| JR-R36 | Shinodayama          | 信太山       | 19,4                         | | Izumi        | Préfecture d'Osaka     |
| JR-R37 | Izumi-Fuchū          | 和泉府中     | 20,9                         | | Izumi        | Préfecture d'Osaka     |
| JR-R38 | Kumeda               | 久米田       | 23,9                         | | Kishiwada    | Préfecture d'Osaka     |
| JR-R39 | Shimomatsu           | 下松         | 25,1                         | | Kishiwada    | Préfecture d'Osaka     |
| JR-R40 | Higashi-Kishiwada    | 東岸和田     | 26,6                         | | Kishiwada    | Préfecture d'Osaka     |
| JR-R41 | Higashi-Kaizuka      | 東貝塚       | 28,1                         | | Kaizuka      | Préfecture d'Osaka     |
| JR-R42 | Izumi-Hashimoto (ja) | 和泉橋本     | 30,0                         | | Kaizuka      | Préfecture d'Osaka     |
| JR-R43 | Higashi-Sano         | 東佐野       | 31,5                         | | Izumisano    | Préfecture d'Osaka     |
| JR-R44 | Kumatori             | 熊取         | 33,0                         | | Kumatori     | Préfecture d'Osaka     |
| JR-R45 | Hineno               | 日根野       | 34,9                         | JR West : Kansai Airport (interconnexion) | Izumisano    | Préfecture d'Osaka     |
| JR-R46 | Nagataki             | 長滝         | 36,3                         | | Izumisano    | Préfecture d'Osaka     |
| JR-R47 | Shinge               | 長滝         | 38,6                         | | Sennan       | Préfecture d'Osaka     |
| JR-R48 | Izumi-Sunagawa       | 和泉砂川     | 40,5                         | | Sennan       | Préfecture d'Osaka     |
| JR-R49 | Izumi-Tottori        | 和泉鳥取     | 43,3                         | | Hannan       | Préfecture d'Osaka     |
| JR-R50 | Yamanakadani         | 山中渓       | 45,2                         | | Hannan       | Préfecture d'Osaka     |
| JR-R51 | Kii                  | 紀伊         | 53,3                         | | Wakayama     | Préfecture de Wakayama |
| JR-R52 | Musota               | 六十谷       | 57,2                         | | Wakayama     | Préfecture de Wakayama |
| JR-R53 | Kii-Nakanoshima      | 紀伊中ノ島   | 60,2                         | | Wakayama     | Préfecture de Wakayama |
| JR-R54 | Wakayama             | 和歌山       | 61,3                         | JR West : Kisei (interconnexion), Wakayama Wakayama Electric Railway : Kishigawa                                                                                | Wakayama     | Préfecture de Wakayama |

#### Branche de Higashi-Hagoromo
| Gare             | Nom japonais | Distance depuis Tennōji (km) | Correspondances                             | Localisation | Localisation       |
| ---------------- | ------------ | ---------------------------- | ------------------------------------------- | ------------ | ------------------ |
| Ōtori            | 鳳           | 15,1                         | Tronçon principal                           | Sakai        | Préfecture d'Osaka |
| Higashi-Hagoromo | 東羽衣       | 16,8                         | Nankai : Nankai, Takashinohama (à Hagoromo) | Takaishi     | Préfecture d'Osaka |

## Matériel roulant

### Actuel

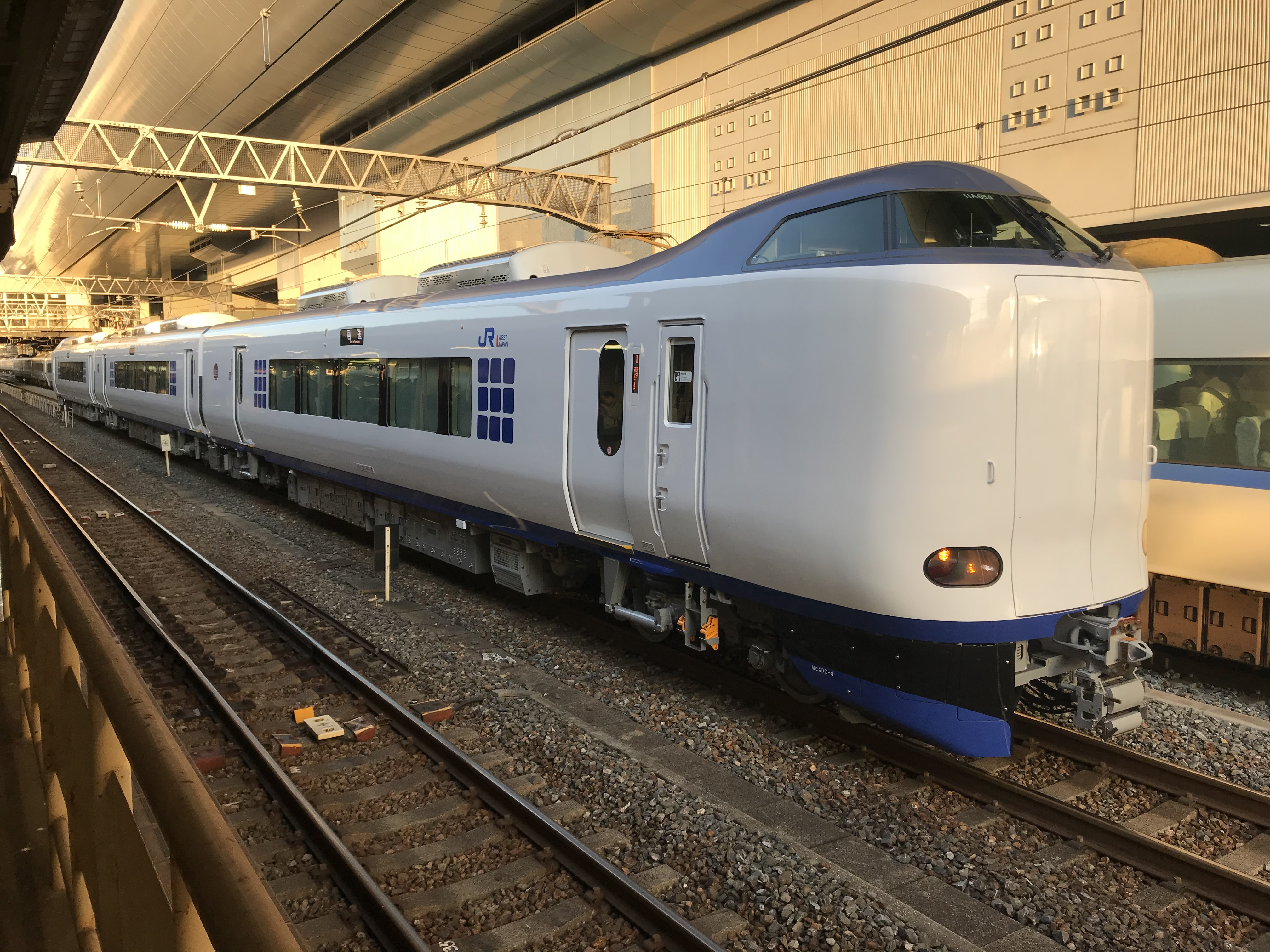
Série 271 (services Haruka)
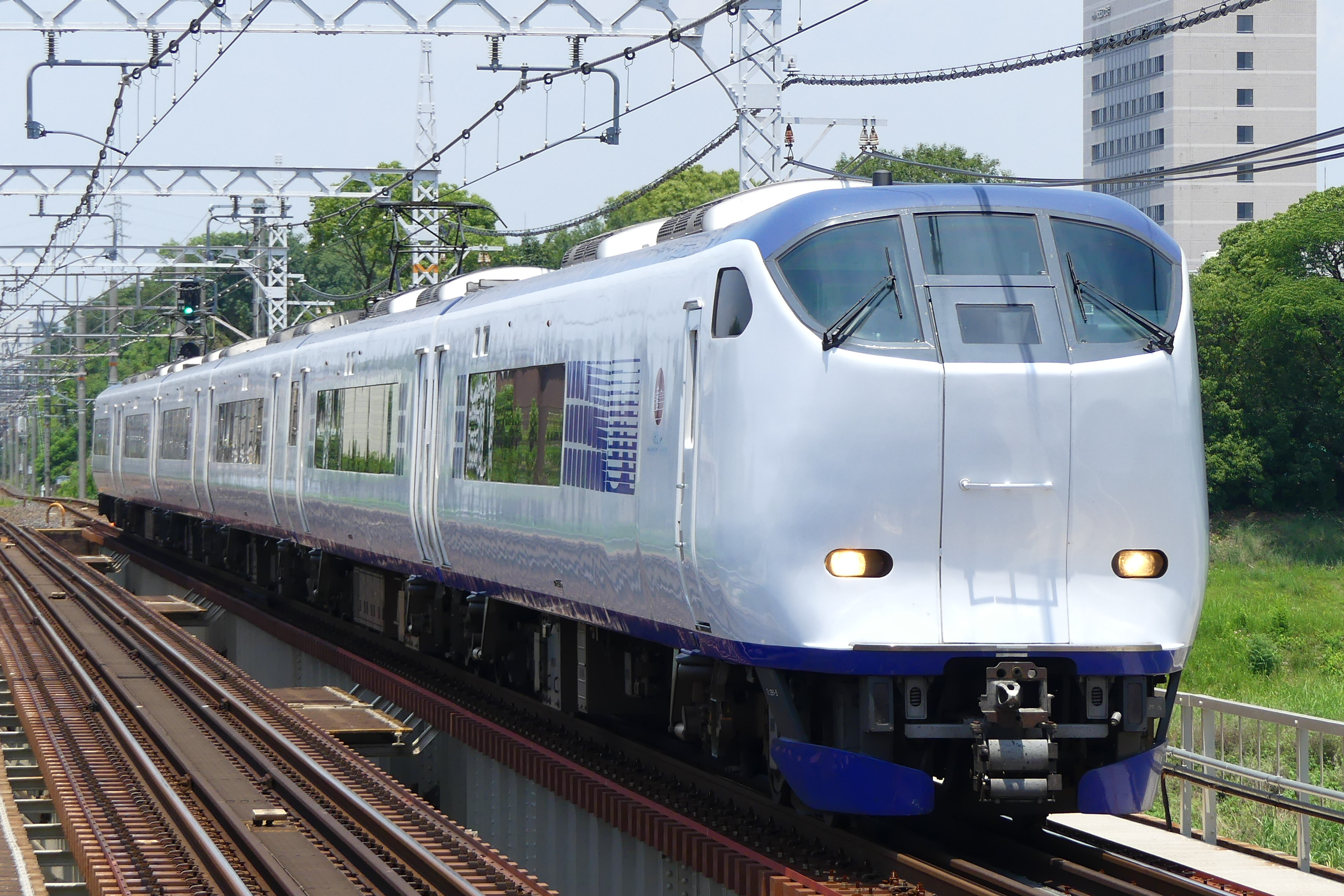
Série 281 (services Haruka)
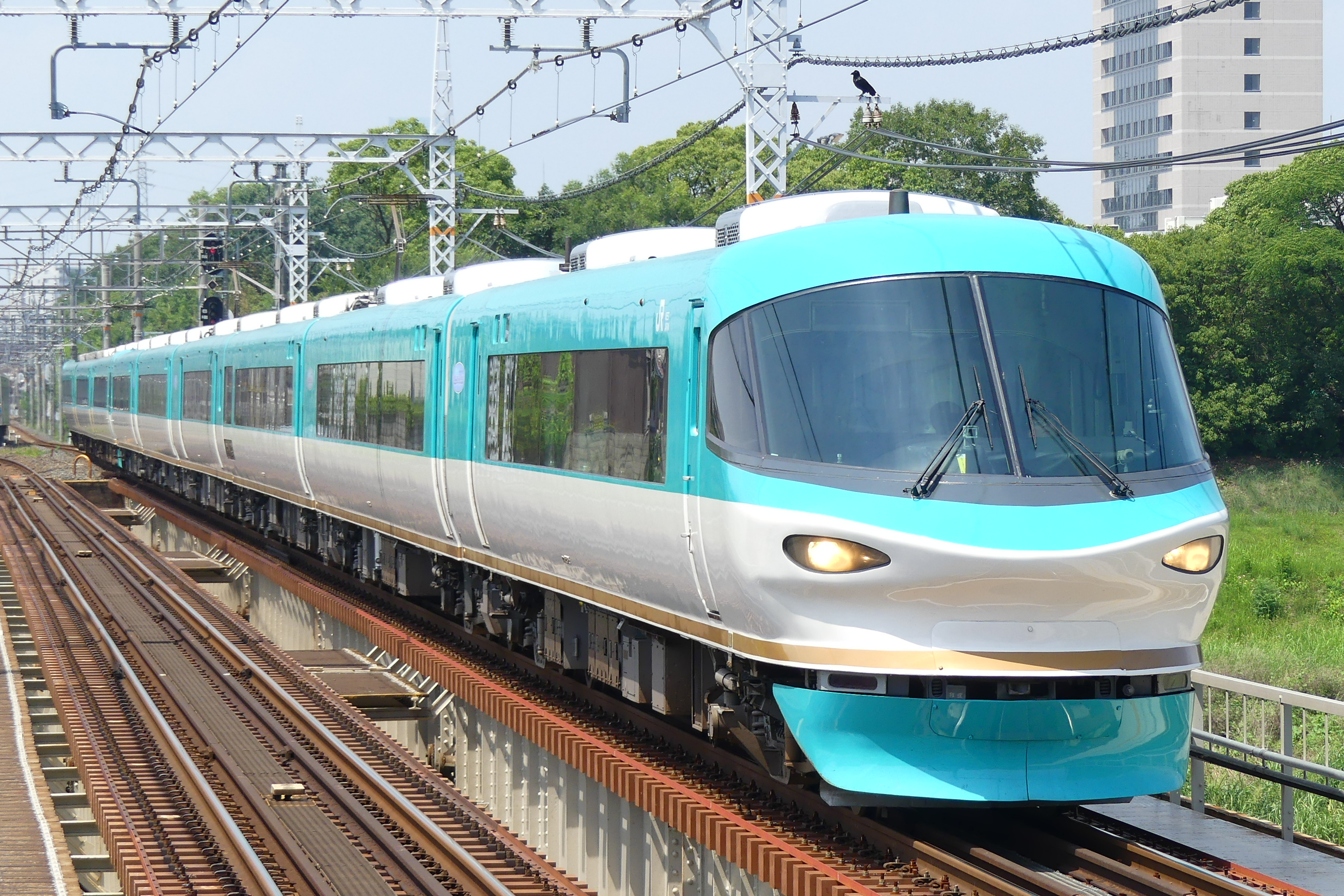
Série 283 (services Kuroshio)
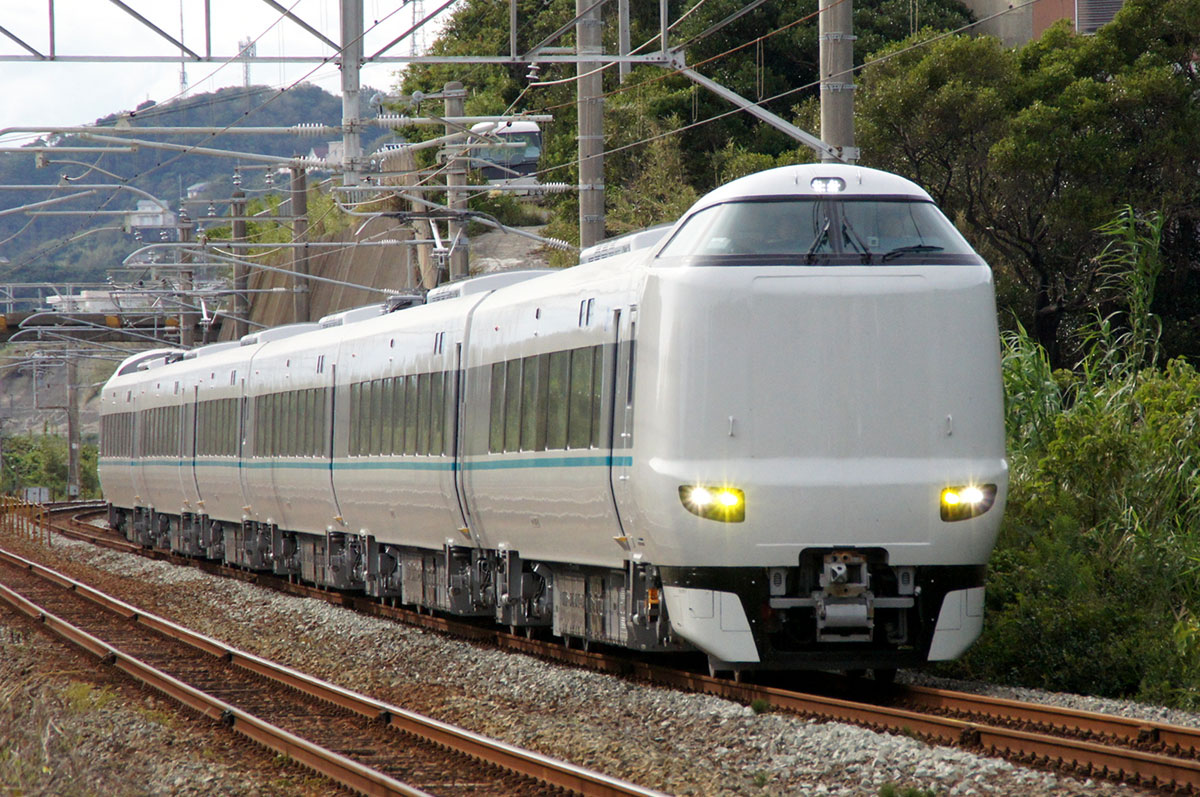
Série 287 (services Kuroshio)
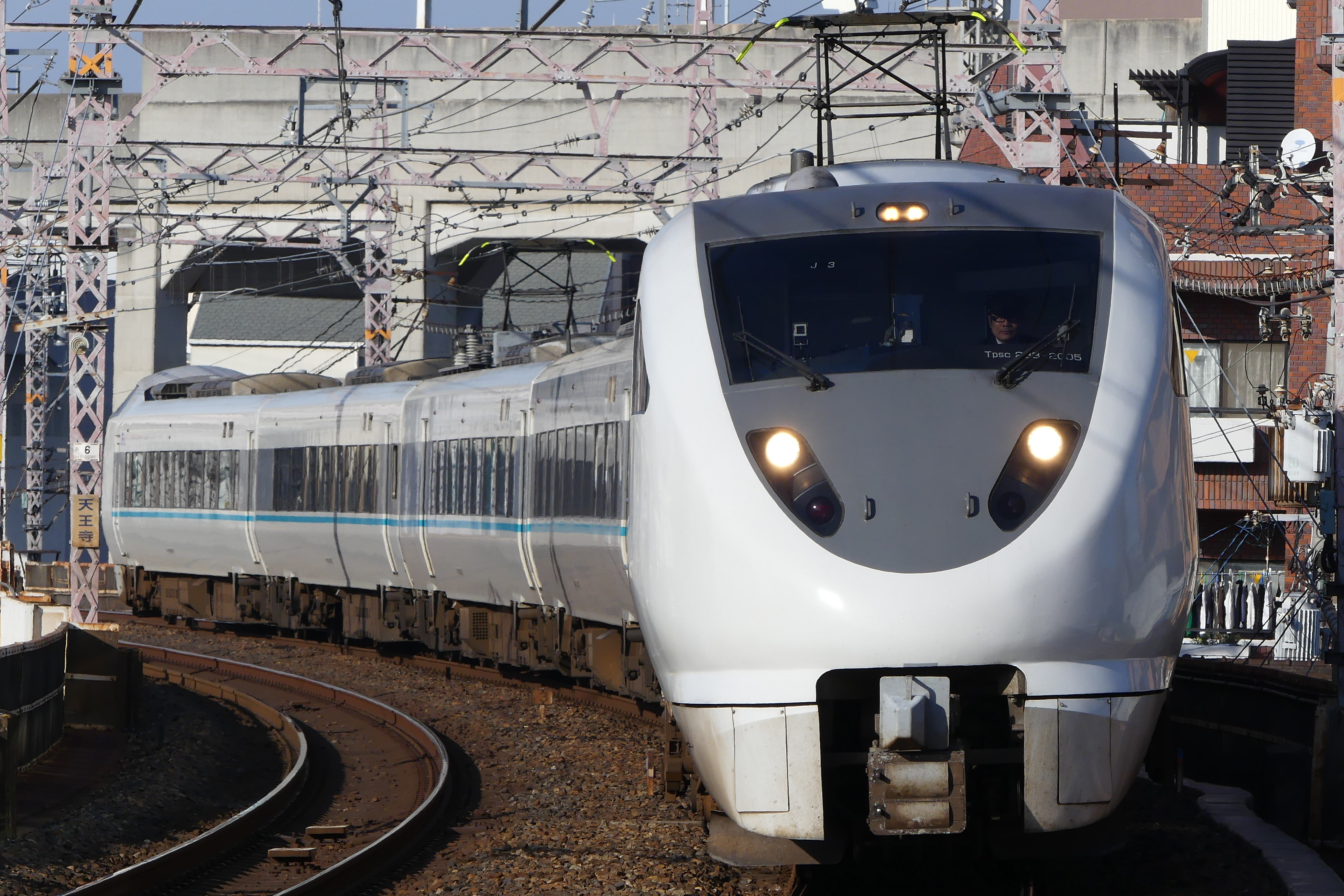
Série 289 (services Kuroshio)
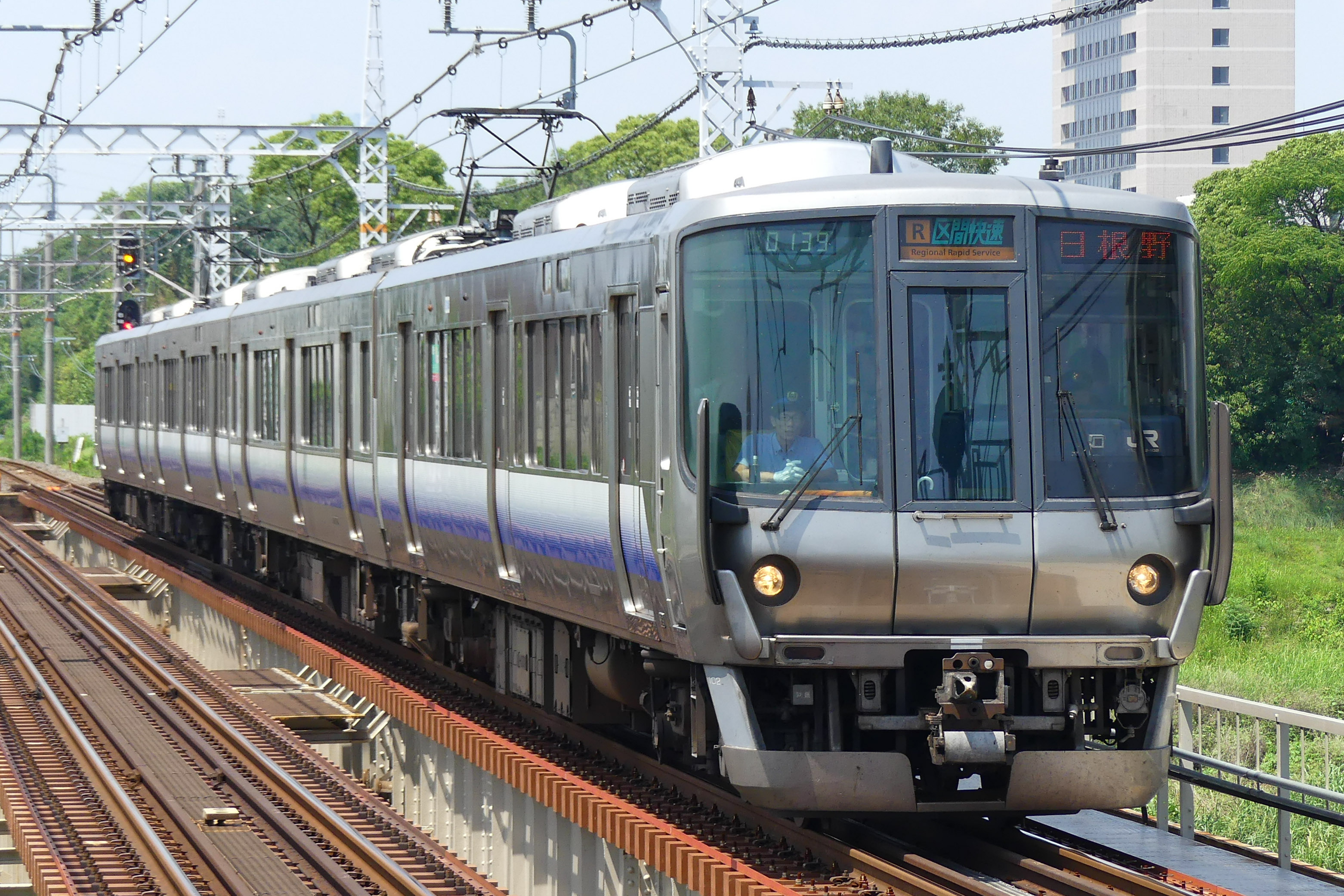
Série 223
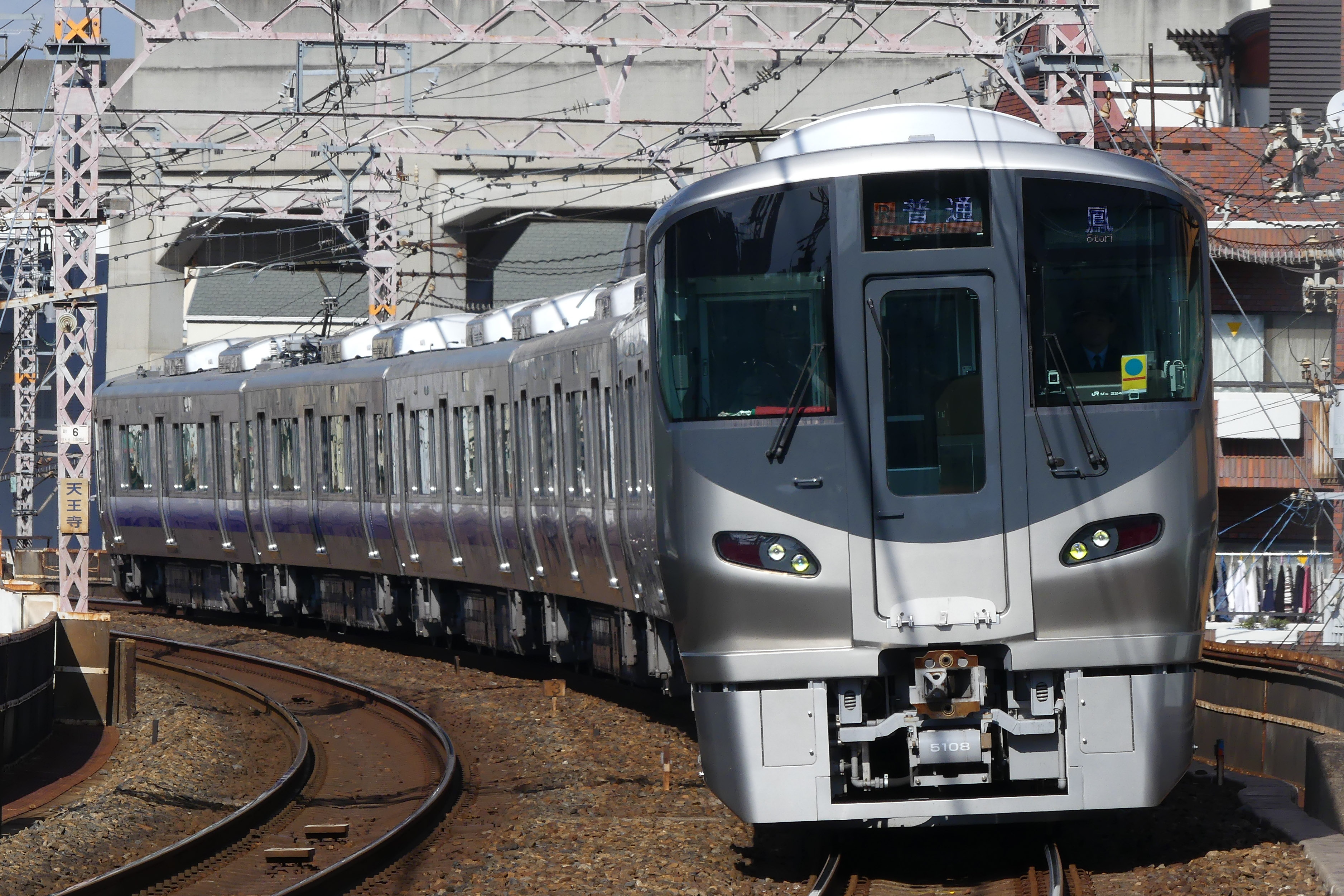
Série 225

### Ancien
Cette liste n'est pas exhaustive.

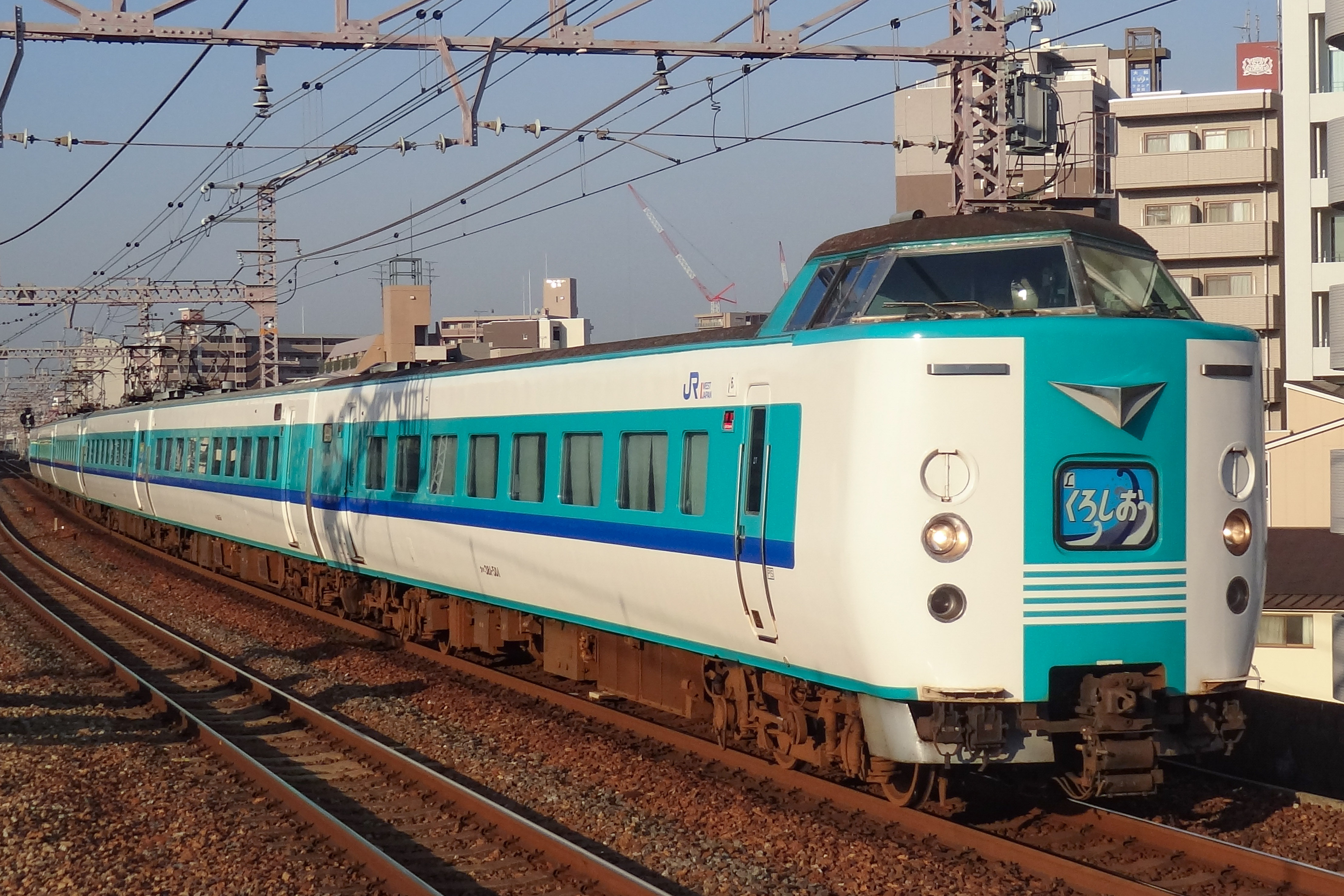
Série 381
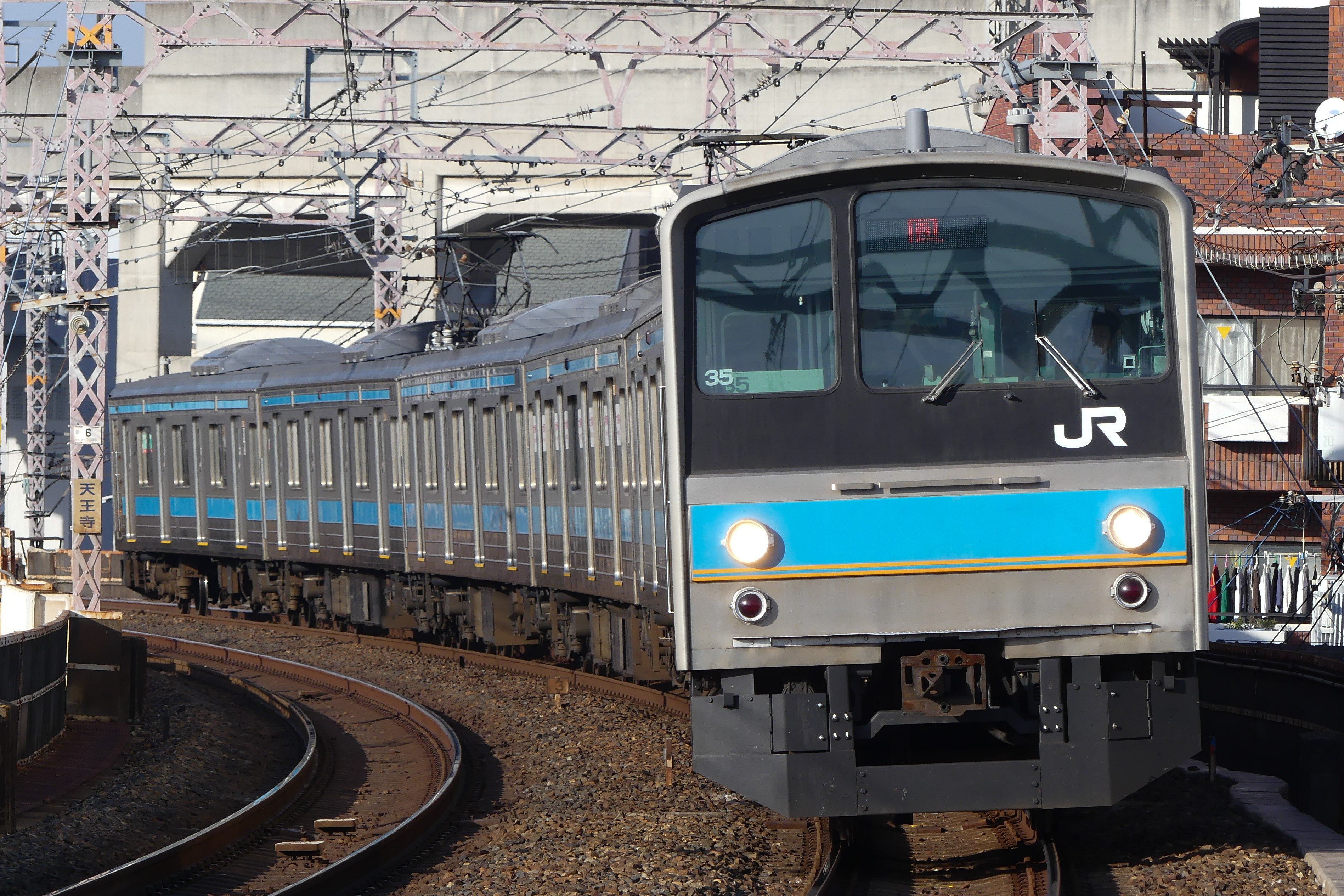
Série 205
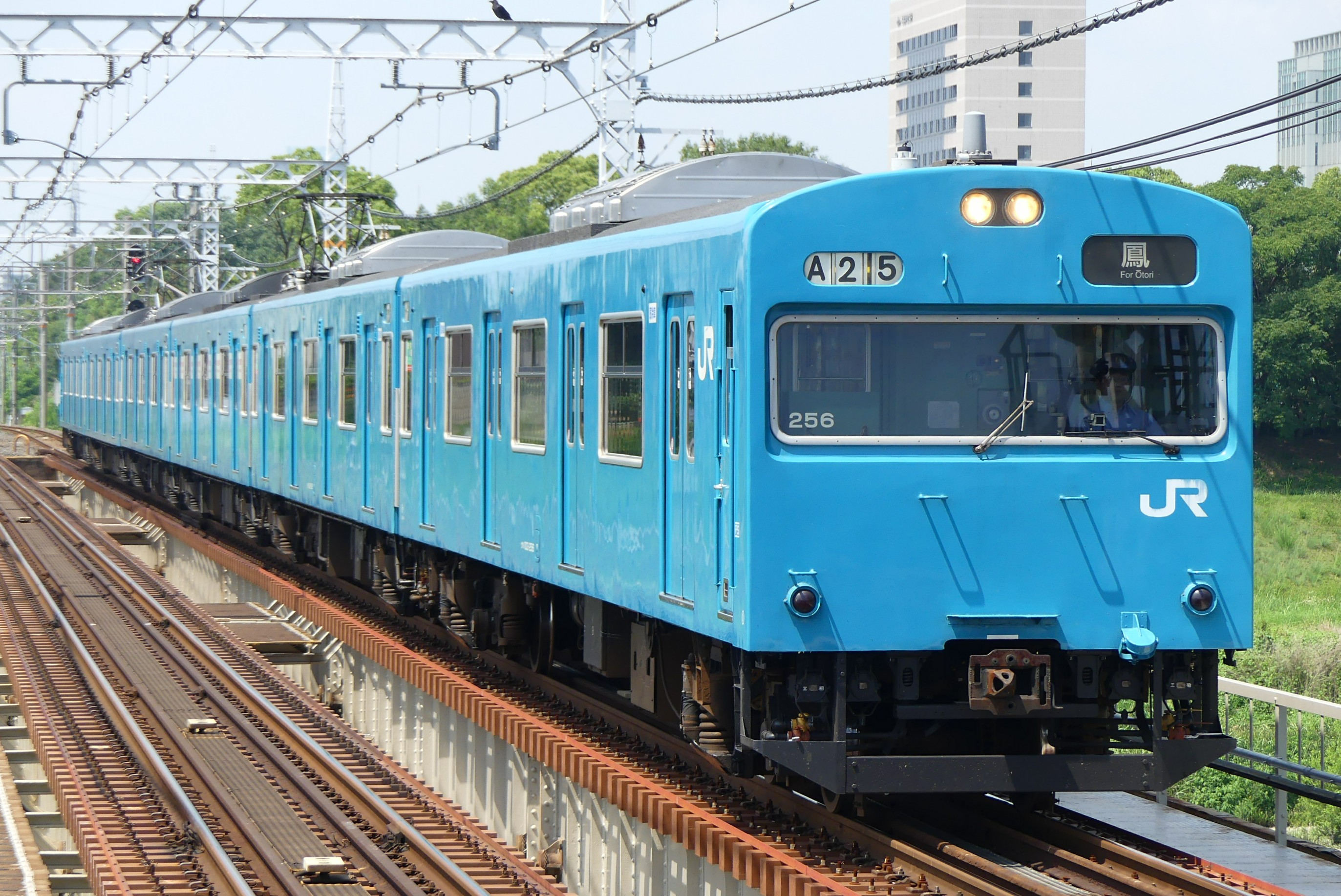
Série 103
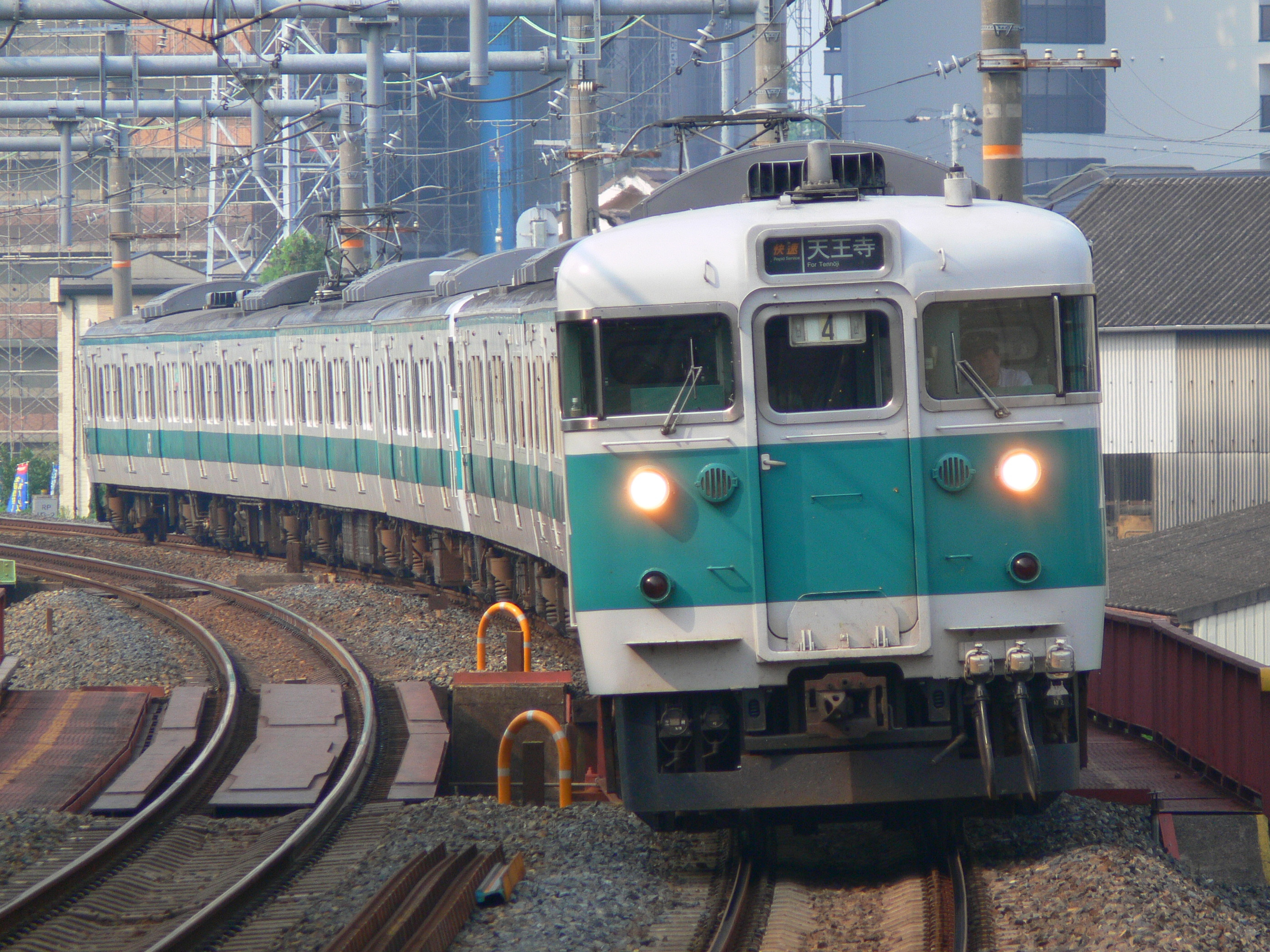
Série 113